# Истлон Гарденс (Пенсилванија)
Истлон Гарденс (енгл. Eastlawn Gardens) насељено је место без административног статуса у америчкој савезној држави Пенсилванија.

## Демографија
По попису из 2010. године број становника је 3.307, што је 475 (16,8%) становника више него 2000. године.
| Група             | 2000.         | 2010.         |
| Белци             | 2.751 (97,1%) | 3.079 (93,1%) |
| Афроамериканци    | 8 (0,3%)      | 36 (1,1%)     |
| Азијати           | 15 (0,5%)     | 51 (1,5%)     |
| Хиспаноамериканци | 40 (1,4%)     | 103 (3,1%)    |
| Укупно            | 2.832         | 3.307         |